# Championnat de tennis d'Australasie 1921
Pour un article plus général, voir Open d'Australie.
Résultats détaillés de l’édition 1923 du championnat de tennis d'Australasie qui se dispute du 26 au 31 décembre 1921.

## Palmarès
| Tableau          | Vainqueurs                 | Vainqueurs | Score         | Finalistes                | Finalistes |
| ---------------- | -------------------------- | ---------- | ------------- | ------------------------- | ---------- |
| Simple messieurs | Rhys Gemmell               | Australie  | 7-5, 6-1, 6-4 | Alf Hedeman               | Australie  |
| Double messieurs | Rhys Gemmell Stanley Eaton | Australie  | 7-5, 6-3, 6-3 | N. Brearley Edward Stokes | Australie  |